# Classe Bisson
Pour les articles homonymes, voir Bisson.
La Classe Bisson fut la onzième classe de  contre-torpilleurs construite pour la Marine nationale française entre 1911 et 1914. Elle fut réalisée sur les chantiers navals français de Rochefort, Toulon, Chalon-sur-Saône et Nantes. Les six navires furent utilisés durant la Première Guerre mondiale.

## Conception
La classe fut nommée en hommage à l'enseigne de vaisseau français Hippolyte Magloire Bisson qui s'est sacrifié à bord du brick Panayoti en 1827 pendant la Guerre d'indépendance grecque.
Les unités de cette classe furent de même conception que celles de la classe Bouclier précédente, mais étaient plus rapides.

### Modernisation
Les survivants, entre 1916 et 1918, reçurent un canon antiaérien de 75 mm et 2 mitrailleuses de 8 mm.

## Service
Toutes les unités, sauf le Magon, qui fut attaché à Dunkerque, servirent en Méditerranée entre 1914-1918.
Le 7 août 1915, l'équipage du contre-torpilleur Bisson effectue une opération commando sur l'île croate de Lastovo. Douze hommes débarquent sous le commandement du lieutenant de vaisseau Ponsot et coupent un câble télégraphique. Un soldat austro-hongrois est fait prisonnier et ramené à bord.

## Perte
- Torpillé par le sous-marin austro-hongrois U-6 (en) le Renaudin coula le 18 mars 1916 dans les parages de Durrës (Albanie).

## Victoire
- Le Bisson attaque au canon et coule le sous-marin austro-hongrois U-3 (en) le 13 août 1915 dans l'Adriatique. Douze marins austro-hongrois sont faits prisonniers. Neuf, dont le commandant du sous-marin, meurent noyés[1].

## Les unités de la classe
| N° | Nom              | Chantier naval                             | Quille       | Lancement         | Mis en service   | Fin de carrière         |
| -- | ---------------- | ------------------------------------------ | ------------ | ----------------- | ---------------- | ----------------------- |
| BS | Bisson           | Arsenal de Toulon                          | janvier 1911 | 12 septembre 1912 | en 1913          | rayé le 15 février 1933 |
| RD | Renaudin         | Arsenal de Toulon                          | février 1911 | 20 mars 1913      | 31 décembre 1913 | coulé le 18 mars 1916   |
| LA | Commandant Lucas | Arsenal de Toulon                          | février 1912 | 11 juillet 1914   | en 1914          | rayé le 15 février 1933 |
| OT | Protet           | Arsenal de Rochefort                       | juillet 1912 | 15 octobre 1913   | en 1914          | rayé le 15 février 1933 |
| MG | Mangini          | Schneider et Cie à Chalon-sur-Saône        | en 1911      | 31 mars 1913      | en 1914          | rayé le 15 février 1933 |
| MN | Magon            | Ateliers et chantiers de Bretagne à Nantes | en 1911      | 19 avril 1913     | février 1914     | rayé le 3 mai 1926      |